# Roland D-50

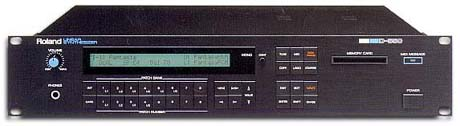
Le D-550, version expandeur du D-50

Le Roland D-50 est un synthétiseur numérique bitimbral commercialisé à partir d'avril 1987 par la société Roland.
La particularité de ce synthétiseur est d'employer une synthèse appelée synthèse L.A. Linear Arithmetic qui combine les formes d'ondes utilisées dans les synthétiseurs analogiques classiques et des échantillons PCM. Sa puissance sonore lui permit de rencontrer un grand succès à tel point que le D-50 mit fin à la suprématie du Yamaha DX7.
La version rack est le Roland D-550. À noter que le synthétiseur V-Synth du constructeur sorti en 2004 peut émuler le module de son du D-50 par l'adjonction d'une carte additionnelle (Ref VC1 D-50). En 2018, le constructeur a ajouté à sa série Boutique une émulation du D-50 sous l'appellation D-05.

## Caractéristiques
Doté d'une polyphonie de 16 notes, le D-50 offre 64 presets d'usine auxquels on peut rajouter 64 autres presets par insertion d'une carte mémoire. Un module externe de programmation était disponible en option pour une édition plus maniable : le Roland PG-1000.
Il possède un clavier de 5 octaves sensible à la vélocité et à l'aftertouch, une molette de pitch bend servant également pour la modulation. Il se distingue par la présence d'un joystick permettant de modifier la valeur de paramètres et également de jouer sur la balance entre chacune des deux voix et chacun de leur partiel.
Il possède des connecteurs Midi In/Out/Thru, deux sorties stéréo (une pour chaque voix), une prise casque ainsi que pour les pédales de sustain et d'expression.
Chaque patch est composé de deux tones, "Upper" et "Lower", chacun d'entre eux étant lui-même composés de deux partiels. Ces partiels peuvent être des samples PCM (Marimba, Vibes, Violin, etc.) ou bien une sonorité de synthèse avec le choix entre une forme d'onde carré (square) ou dents de scie (saw). Il est possible de combiner sonorités de synthèse et échantillons PCM selon 7 modalités, avec également la possibilité d'utiliser un modulateur en anneau (ring modulator) comme sur les anciens synthétiseurs analogiques.
Outre l'enveloppe de volume affectée au patch, les enveloppes TVF et TVA, le Roland D-50 offre trois LFO.
Des sons tels que "Fantasia", "Soundtrack", "Staccato Heaven", "Pizzagogo" ou encore "Digital Native Dance" ont été largement employés.

## Musiciens utilisant un Roland D-50
De grands noms de la scène musicale ont utilisé le D-50 comme Michel Berger, Queen, Foreigner, Europe, Gold, Indochine, Enya, Jean Michel Jarre, Mylène Farmer ou encore Duran Duran, le générique du journal télévisé d'Antenne 2, et le générique de l'ouverture et de fermeture d'antenne de M6 (1987-1988). Il a également été utilisé par AB Productions notamment pour la réalisation du générique "Dis-moi Bioman" que l'on peut voir présent sur les scènes "live" du Club Dorothée.
Dans la chanson Aime-moi encore au moins interprétée par Charlélie Couture, les sons "Fantasia" et "Pizzagogo" furent notamment utilisés. Le même son "Pizzagogo" est utilisé pour le principal riff de synthétiseur dans les chansons "Les valses de Vienne" de François Feldman et "Orinoco Flow" de Enya. Le patch "Staccato Heaven" est en evidence dans le titre "Say you will" du groupe Foreigner (dès l'intro, en seul accompagnement du chanteur).
On retrouve également ce synthétiseur dans l'album Filosofem de Burzum, sorti en 1996.
Le Roland D-50 a été largement mis à contribution pour l'album Révolutions de Jean Michel Jarre sorti en 1988.